# Louise de Montmorency
Louise de Montmorency (1496-1547) destacó como una influyente aristócrata y cortesana francesa durante el Renacimiento. Su papel como primera dama de honor de la reina Leonor de Austria, esposa de Francisco I de Francia, se extendió desde 1530 hasta 1535. Durante este periodo, Louise desempeñó funciones importantes en la corte francesa, participando en eventos y ceremonias de relevancia.
Además de su papel en la corte, Louise de Montmorency fue una figura destacada en el ámbito del mecenazgo, apoyando y promoviendo diversas manifestaciones culturales y artísticas de la época. Su influencia se extendió más allá de los círculos cortesanos, consolidándose como una mecenas respetada.
Cabe destacar que Louise también desempeñó un papel significativo en el ámbito religioso como partidaria del calvinismo, una corriente protestante. Su apoyo a esta causa influyó en su entorno y contribuyó a la propagación de las ideas reformistas en la Francia del siglo XVI. En resumen, Louise de Montmorency fue una figura multifacética que dejó su huella tanto en la corte como en los círculos culturales y religiosos de su tiempo.

## Biografía
Louise de Montmorency, nacida como hija de Guillaume de Montmorency y Anne Pot, fue la hermana menor de Anne de Montmorency, quien ocupó el destacado cargo de condestable de Francia. Su linaje noble la situó en una posición privilegiada desde su nacimiento, estableciendo conexiones significativas en la alta sociedad francesa del Renacimiento.
En el año 1530, Louise fue designada como primera dama de honor de la recién coronada reina, Leonor de Austria. Este cargo, establecido pocos años antes, la colocó a la cabeza de todas las damas de honor de la reina, confiriéndole una posición de gran influencia en la corte francesa. Su desempeño en este papel se extendió hasta 1535, cuando se retiró de la posición y fue sucedida por la señora de Givry.
Más allá de su papel en la corte, Louise de Montmorency fue una destacada mecenas cultural con un poder considerable e independiente de su esposo. Su contribución al mecenazgo cultural y artístico dejó un impacto duradero en la escena cultural de la época. Además, Louise desempeñó un papel significativo en la propagación del calvinismo en Francia durante el siglo XVI, contribuyendo a la difusión de las ideas reformistas en un periodo crucial de la historia francesa. Su legado abarca no solo la esfera cortesana, sino también el ámbito cultural y religioso de su tiempo.
Louise de Montmorency contrajo su primer matrimonio con Ferri de Mailly en el año 1511. Esta unión matrimonial dio como fruto a una hija, Madeleine de Mailly. Sin embargo, la felicidad conyugal se vio empañada por la prematura muerte de Ferri de Mailly en 1513, dejando a Louise viuda y encargada de su joven hija, Madeleine de Mailly.
No obstante, Louise encontró una nueva oportunidad para el amor y la familia al casarse por segunda vez en 1514 con Gaspard I de Coligny. Este matrimonio resultó ser significativo, ya que de esta unión nacieron tres hijos, todos los cuales desempeñaron papeles fundamentales en el inicio de las Guerras de Religión francesas. Odet de Coligny, el primogénito, alcanzó la posición de cardenal de Châtillon, mientras que Gaspar de Coligny, el segundo hijo, se distinguió como almirante de Francia. El tercer hijo, François de Coligny, llevó el título de señor de Andelot. La descendencia de Louise de Montmorency no solo dejó una huella en la aristocracia francesa, sino que también desempeñó roles clave en los conflictos religiosos que marcaron este periodo de la historia francesa.